# Duiven vasútállomás
Duiven vasútállomás vasútállomás Hollandiában, Duiven községben, Duiven településen.

## Vasútvonalak
Az állomást az alábbi vasútvonalak érintik:
- Amsterdam–Arnhem-vasútvonal
- Oberhausen–Arnhem-vasútvonal

## Kapcsolódó állomások
A vasútállomáshoz az alábbi állomások vannak a legközelebb:
- Westervoort vasútállomás
- Zevenaar vasútállomás